# Hulerové z Orlíka
Hulerové byli měšťanský rod pocházející z Chebu, později přesídlili do Prahy. Na začátku 14. století zbohatli díky obchodování se suknem. Nejznámějším představitelem rodu byl Zikmund Huler z Orlíka. Hulerové vymřeli roku 1460 v Chebu.

## Zikmund Huler z Orlíku
Přes úřad pražského konšela se vypracoval až na podkomořího království Českého. Stal se jedním z nejbližších důvěrníků krále Václava IV. Postupně získal značný majetek a rozsáhlá panství (hrad Orlík nad Vltavou, hrad Hus s městy Záblatí a Husinec, dále vlastnil několik domů v Praze, Vožici s příslušenstvím a statek Dobrá na Kladensku). Údajně se u královské komory neoprávněně obohatil a roku 1405 byl sťat před Staroměstskou radnicí.

## Ondřej Huler
Většina jmění Zikmunda Hulera, kromě domu na Novém Městě v Praze a panství hradu Hus, zůstala jeho bratru Ondřejovi Hulerovi. Ondřej prodal Orlík roku 1408 Petrovi Zmrzlíkovi ze Svojšína, za to si koupil Nečtiny a Hořovice. Za husitských válek stál na katolické straně a o smlouvě o příměří dne 8. listopadu 1422 byli ke Karlštejnu a Valdeku přijaty též Hořovice. Ondřej se naposled připomíná roku 1425.

## Zikmund Huler z Chebu
Na Hořovicích po něm následoval Zikmund Huler, řečený z Chebu. Aby unikl smrti vzdal se husitům, kteří obléhali roku 1430 Hořovice a učinil s nimi smlouvu, že bude stát při nich. Svému slibu dostál a jako vůdce sirotků v Uhrách u Jihlavy v bitvě roku 1431 zahynul. 